# بايغوندي
بايغوندي هي بلدة في مقاطعة كاسان في ولاية قشقداريا في أوزبكستان.